# William T. Lawrence
William Thomas Lawrence (* 7. Mai 1788 in New York City; † 25. Oktober 1859 bei Cayutaville, New York) war ein US-amerikanischer Jurist und Politiker. Zwischen 1847 und 1849 vertrat er den Bundesstaat New York im US-Repräsentantenhaus. Der Kongressabgeordnete Samuel Lawrence war sein Bruder.

## Werdegang
William Thomas Lawrence besuchte Gemeinschaftsschulen. Dann ging er kaufmännischen Geschäften nach. Während des Britisch-Amerikanischen Krieges diente er im 4. Regiment der New York State Artillery. 1823 zog er nach Cayuga County. Dort ging er landwirtschaftlichen Tätigkeiten nach. Er bekleidete 1838 den Posten als Friedensrichter. Politisch gehörte er der Whig Party an. Bei den Kongresswahlen des Jahres 1846 für den 30. Kongress wurde Lawrence im 26. Wahlbezirk von New York in das US-Repräsentantenhaus in Washington, D.C. gewählt, wo er am 4. März 1847 die Nachfolge von Samuel S. Ellsworth antrat. Er schied nach dem 3. März 1849 aus dem Kongress aus. Seine Kongresszeit war vom Mexikanisch-Amerikanischen Krieg überschattet. Er verstarb ungefähr zwei Jahre vor dem Ausbruch des Bürgerkrieges in seinem Landhaus bei Cayutaville. Sein Leichnam wurde dann auf dem Familienfriedhof an der Shore Road im Borough von Queens beigesetzt.